# آلبرتو فونتانا (بازیکن فوتبال، زاده ۱۹۶۷)
آلبرتو فونتانا (انگلیسی: Alberto Fontana؛ زادهٔ ۲۳ ژانویهٔ ۱۹۶۷) بازیکن فوتبال اهل ایتالیا است.
از باشگاه‌هایی که در آن بازی کرده‌است می‌توان به باشگاه فوتبال اینتر میلان، باشگاه فوتبال کیه‌وو ورونا، باشگاه فوتبال باری، باشگاه فوتبال چزنا، باشگاه فوتبال آتالانتا، باشگاه فوتبال نووارا، باشگاه فوتبال پالرمو، باشگاه فوتبال ناپولی، و باشگاه فوتبال اسپال اشاره کرد.